# Bandad björnblomfluga
Bandad björnblomfluga (Arctophila bombiformis) är en art i insektsordningen tvåvingar som tillhör familjen blomflugor. 

## Kännetecken
Den bandad björnblomfluga är en stor och kraftigt, svart- och gulfärgad blomfluga med tät behåring som blir 15 till 18 millimeter lång. 

## Utbredning
Den bandade björnblomflugan finns i Danmark, Norge, Sverige, Polen, Tyskland, Holland, Belgien, Frankrike, Schweiz, Spanien, Italien, Kreta, Rumänien och Ryssland samt på Balkan, liksom i Turkiet och Transkaukasus.

### Status
I Sverige har den bandade björnblomflugan endast hittats i Skåne och den är klassad som akut hotad. Den troddes för några år sedan vara försvunnen från landet, men ett fynd från år 1991 tyder på att en liten population fortfarande kan finnas kvar i Fyledalen. En orsak till artens tillbakagång i Sverige kan vara  utdikningen av Skånes sumpskogar.

## Levnadssätt
Den bandade björnblomflugans habitat är fuktiga och skuggiga miljöer, som raviner i lövskogar. Som näringsväxter har den fullbildade insekten blåeld, skogsklöver, vattenklöver och timjan, samt vissa arter av tistlar, väddväxter och flockblommiga växter. 
Larverna är försedda med ett slags andningsrör som tyder på att de är anpassade till blöta förhållanden. Troligen lever de i marken, under fuktig mossa eller under sådan mossa som är översilad av vatten. Vad larverna livnär sig på är inte känt.